# Lucha (periódico)
Lucha fue un periódico español editado en Teruel entre 1936 y 1980.

## Historia
El diario Lucha fue fundado y dirigido por Clemente Pamplona tras el estallido de la Guerra Civil Española, y durante la Dictadura franquista perteneció a la llamada «Prensa del Movimiento». En su primera etapa comenzó a ser editado a partir del 28 de noviembre de 1936 hasta su cese el 19 de diciembre de 1937, coincidiendo con la Batalla de Teruel. Tras la contienda reaparece en 1942 como trisemanario, y a partir de 1943 como diario. Continuó siendo editado hasta 1980.
Tras su desaparición, ese mismo año fue puesto en marcha el Diario de Teruel.